# 언더커버 하이스쿨
《언더커버 하이스쿨》은 MBC 금토 드라마이다.

## 기획의도
고종 황제의 사라진 금괴의 행방을 쫓기 위해 신분을 숨기고 고등학생으로 위장 잠입한 국정원 요원 정해성의 좌충우돌 N차 고딩 활약기를 그린 코믹 활극 드라마

## 제작진

### 제작사
- 네오엔터테인먼트[1]
- 슬링샷스튜디오

### 제작
- 이향봉
- 배익현
- 안창호

### 극본
- 임영빈 : JTBC 금토 미니시리즈 《스케치》(공동집필), KBS 2TV 수목 드라마 《진검승부》(집필) 집필

### 연출
- 최정인 : MBC 수목 드라마 《미치지 않고서야》(연출), MBC 금토 드라마 《밤에 피는 꽃》(공동 연출) 연출

## 등장 인물

### 주요 인물
- 서강준 : 정해성 역 - 국정원 국내4팀 소속 에이스 현장 요원.
- 진기주 : 오수아 역 - 해성의 담임이자 병문고 기간제 선생님. 담당 과목은 한국사.
- 김신록 : 서명주 역 - 현 병문재단 및 병문고 이사장이자 예나의 모친.

### 국정원 사람들
- 전배수 : 안석호 역 - 국정원 국내 4팀의 팀장이자 해성에겐 제 2의 가족, 아버지 같은 존재.
- 조복래 : 고영훈 역 - 해성의 국정원 후배 요원.
- 윤가이 : 박미정 역 - 해성의 국정원 후배 요원.
- 이서환 : 김 국장 역 (†) - 이름 김형배. 국정원 국내파트 국장.
- 임철형 : 공 팀장 역 - 이름 공진상. 안팀장의 동기이자 국가정보원 국내1팀 팀장. (1회 ~ 2회)

### 병문고등학교 학생회
- 김민주 : 이예나 역 - 병문고 학생회 학생회장. 병문고 이사장 명주의 외동딸.
- 박세현 : 안유정 역 - 병문고 학생회 멤버. 안팀장의 딸이자 해성의 여동생.
- 장성범 : 박태수 역 - 병문고 학생회 멤버. 여의도 삼선 국회의원의 아들.
- 이현소 : 한승재 역 - 2-2반. 병문고 학생회 멤버. 굴지의 대한민국 1위, 한영로펌 대표의 아들.
- 윤채빈 : 윤채린 역 - 2-1반. 병문고 학생회 멤버이자 아이돌 연습생.
- 김선민 : 지현준 역 - 2-2반. 병문고 학생회 부학생회장.

### 병문고등학교 학생
- 신준항 : 이동민 역 - 병문고 사회적배려자 전형 입학생.
- 정수현 : 임윤철 역 - 태수와 함께 일진무리를 형성하고 있는 학생.
- 강필준 : 손범식 역 - 태수와 함께 일진무리를 형성하고 있는 학생.
- 신가은 : 최수진 역 - SNS와 유행에 누구보다 빠르고 민감한 학생.
- 김승범 : 김호진 역 - 인터넷 방송과 콘텐CM 제작에 진심인 학교 내 정보통.

### 병문고등학교 교무실
- 박진우 : 박재문 역 - 병문고 교장 선생님이자 이사장 명주의 심복.
- 오용 : 백광두 역 - 병문고 교감 선생님.
- 이민지 : 김리안 역 - 수아의 동료 선생님이자 영혼의 파트너. 담당과목은 체육.
- 노종현 : 이준호 역 - 수아의 동료 선생님. 담당과목은 수학.

### 그 외 인물
- 김영아 : 수아 母 역 - 이름 임청하. 수아의 엄마이자 10년 넘게 ‘한잔했-수아’ 운영 중.
- 김수진 : 장 여사 역 - 이름 장만옥. 안팀장의 아내이자 유정의 엄마, 해성에겐 어머니와도 같은 사람.
- 구민혁 : 김 씨 역 (†) - 이름 김현호. 병문고 경비원.
- 김의성 : 서병문 역 (†) - 역사에 기록되지 않은 민족의 반역자, 고종 황제의 비밀금고지기. (1회)
- 오의식 : 정재현 역 (†) - 해성의 아빠이자 국정원 요원. (1회 ~ 2회)
- 조재윤 : 구 사장 역 - 온라인도박사이트 사장. (2회)

### 기타 인물
- 김도윤 : 박 사장 역 (1회)
- 미상 : 이동민의 할머니 역

### 특별 출연
- 안내상 (4회)

## 시청률
최저 시청률과 최고 시청률은 시청률 조사회사와 지역별로 시청률에 차이가 있을 수 있습니다.
| 2025년 | 2025년   | 2025년         | 2025년       | 2025년 |
| 회차   | 방송일   | 닐슨 시청률    | 닐슨 시청률  |        |
| 회차   | 방송일   | 대한민국(전국) | 수도권(서울) |        |
| ------ | -------- | -------------- | ------------ | ------ |
| 제1회  | 2월 21일 | 5.6%           | 5.8%         |        |
| 제2회  | 2월 22일 | 6.6%           | 6.5%         |        |
| 제3회  | 2월 28일 | 6.6%           | 6.7%         |        |
| 제4회  | 3월 1일  | 8.3%           | 8.3%         |        |
| 제5회  | 3월 7일  | 7.2%           | 7.0%         |        |
| 제6회  | 3월 8일  | 6.7%           | 7.1%         |        |
| 제7회  | 3월 14일 | 6.8%           | 6.3%         |        |
| 제8회  | 3월 15일 | 6.1%           | 6.1%         |        |
| 제9회  | 3월 21일 | 6.1%           | 5.8%         |        |
| 제10회 | 3월 22일 | 5.4%           | 5.3%         |        |
| 제11회 | 3월 28일 | 6.0%           | 6.3%         |        |
| 제12회 | 3월 29일 | 5.8%           | 5.8%         |        |

## OST
part.1 Until I'm with you - 도유카
part.2 Love Is You - 김푸름
part.3 내 이름을 불러줘 - 한경수
part.4 A-YO - 루시
part.5 넌 어때 - 빈(VIN)
part.6 I'm In Love With You - homezone

## 참고 사항
- 김민주는 배역명 '이예나'가 과거 함께 아이돌 그룹 활동을 했던 멤버 최예나의 이름과 같아, 김민주의 팬들 사이에서 화제가 되기도 했다.
- 서강준의 군 제대 후 복귀작이다.
- 서강준은 박형식과 11년전 KBS2 주말연속극《가족끼리 왜 이래》에서 둘다 조연이자 친구이며 라이벌로 경쟁한 적이 있다. 이번에는 각자 메인 주연으로서 동시간대 작품으로 경쟁한다.
- 김영아는 이 작품보다 조금 앞서 촬영했던[3] 같은 시기에 방영되는 tvN 월화 드라마 《그놈은 흑염룡》과 동시에 출연한다.
- 처음 기획이 발표 되었을 당시 과거 1990년대를 풍미했던 도학위룡 등의 홍콩 영화나 그 영향을 받아 제작 되었던 2000년대 한국 영화 잠복근무, 두사부일체 등의 향수를 연상케 하는 설정이라는 반응이 일부 있기도 했다.[4] 사실 경찰의 학생 위장이라는 설정은 1987년부터 방송했던 미국 드라마 21 점프 스트리트 등에서 사용한 설정이기도 하며 1983년에 실제로 현직 경찰이 고등학생으로 철저하게 위장해 잠입수사 작전을 하는 스토리를 기반으로, 드라마 속 극적 요소만을 골라서 만든 유사한 사례가 있기도 하다.[5]
- MBC 드라마 최초로 TVING에도 제공된다.
- 병문고[6]의 촬영지로 쓰인 학교는 창덕궁 뒤편[7]의 광역단위 자율형 사립고등학교 중앙고등학교로, 고등학교라기보다는 거의 서울 시내의 고풍스러운 대학 건물[8]을 연상시켜 겨울연가를 비롯하여 도깨비, 보건교사 안은영 등 많은 작품에서 고등학교로 자주 등장한다. 특히 본작에서는 작품의 주 무대 자체가 고등학교라 교실, 교무실, 학생지도실, 옥상 등 작중에서 구석구석 공간 활용을 잘 하고 있다. 건축적 측면에서는 복도나 층계참 같은 데서 보이는 20세기 초반 콘크리트 건축 특유의 아치형 하중설계[9]까지도 잘 보인다.
- 극 중에서 방송된 주 무대인 병문고등학교는 고종황제의 금고지기인 가상인물 서병문이 세운 학교로 나온다. 비록 금고지기는 아니었지만 서울 시내에 대한제국 황족과 인척이 세운 학교로는 민영휘가 세우고 자신의 이름을 딴 휘문고등학교[10], 순헌황귀비 엄씨가 세운 숙명여자고등학교·숙명여자대학교 등이 있다. 참고로 본작의 촬영지인 중앙고등학교는 애국지사 집단인 기호흥학회에 의해 설립되어 민립사학으로 분류된다.
- 검은 태양 이후, 약 4년 만에 국정원 소재의 작품을 방송한다.
- 서강준은 MBC 드라마 하늘재 살인사건과 앙큼한 돌싱녀 이후 12년만에 MBC 금토 드라마 언더커버 하이스쿨에 출연한다.

## 같이 보기
- 대한민국의 텔레비전 드라마 목록 (ㅇ)
- 2025년 대한민국의 텔레비전 드라마 목록